# Штабс-ротмистр
Штабс-ро́тмистр (нем. Stabsrittmeister) — обер-офицерский чин (военный чин) 10-го класса (1797—1884) и 9-го класса (с 1884 года)
Табели о рангах для кавалерии (1797—1917), жандармерии и пограничной стражи (1884—1917) в Российской империи; соответствовал чину штабс-капитана в пехоте, артиллерии и инженерных войсках и подъесаула в казачьих войсках, и звание в некоторых иностранных государствах.

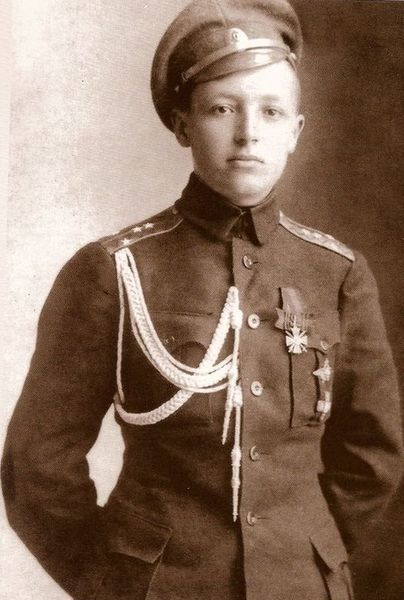
Штабс-ротмистр 12-го Ахтырского гусарского полка
В. П. Аглаимов

Гвардии штабс-ротмистр, в русской гвардии, имел старшинство против армейского чина на один или два класса.
| младший чин: Поручик | Штабс-ротмистр (Штабс-капитан) | старший чин: Ротмистр (Капитан) |

## Знаки различия
Образцы знаков различий штабс-ротмистра в Российской империи
| Знаки различия               | РИА                   | РИА           | РИА          | РИА      |
| ---------------------------- | --------------------- | ------------- | ------------ | -------- |
| Шнур наплечный эполет погоны |                       |               |              |          |
|                              |                       |               |              |          |
|                              | Шнур наплечный (1908) | Эполет (1904) | Погон (1907) | … (1914) |